# 아세트산 나트륨

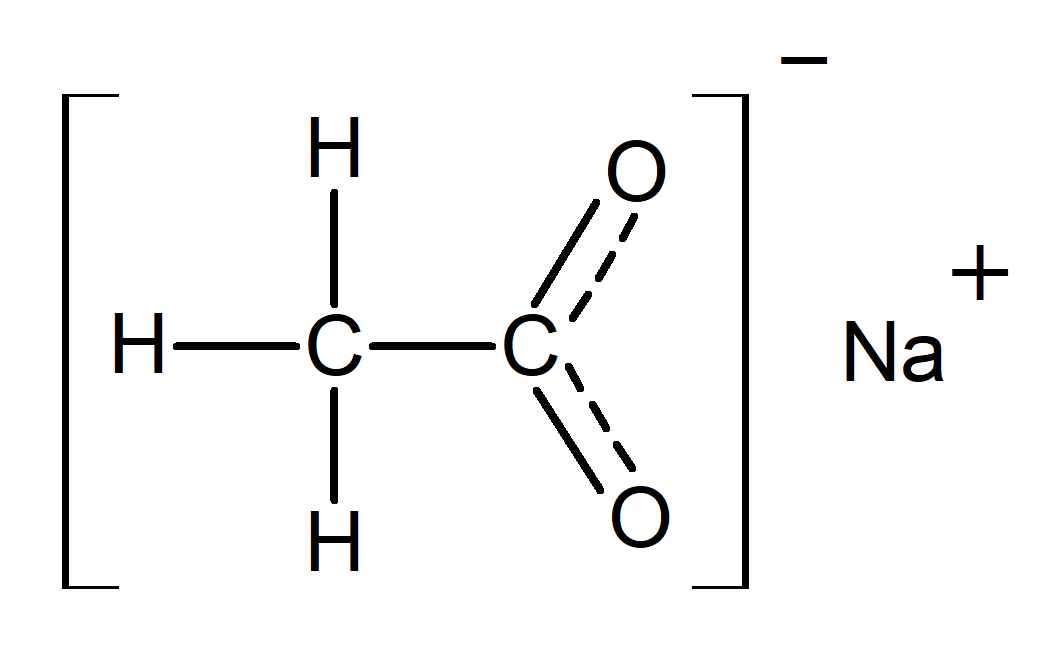
아세트산나트륨

아세트산 나트륨(Sodium acetate) 또는 초산 나트륨(醋酸-)은 아세트산의 나트륨염으로, 분자식은 CH3COONa이다. 무색의 가루 또는 덩어리이며 공기중에서 쉽게 풍화된다. 밀도는 1.528g/cm3이고, 끓는점은 881.4 °C이다. 인체에 크게 유해한 점은 없다. 디하이드로아세트산나트륨은 식품첨가물로 사용된다. 촉감은 염화나트륨(소금)과 비슷하다.
과포화 상태의 아세트산 나트륨 수용액에 압력을 가해주면 순식간에 고체로 변해버리는데, 이때 많은 양의 열을 방출하기 때문에 주로 똑딱이 손난로를 만드는 데 사용된다.